# Hoyershausen
Hoyershausen er en tidligere kommune i det centrale Tyskland med 499(2018) indbyggere, hørende under Landkreis Hildesheim i den sydlige del af delstaten Niedersachsen.
Den er en del af amtet (Samtgemeinde) Duingen.

## Geografi
Hoyershausen er beliggende knap 20 km sydvest for Hildesheim i Leinebergland. Kommunen ligger i dalen mellem højdedragene Duinger Berg mod vest og Külf mod øst.

### Inddeling
I kommunen ligger tre landsbyer:
- Rott
- Lübbrechtsen
- Hoyershausen